# Upsala (Minnesota)
Upsala es una ciudad ubicada en el condado de Morrison en el estado estadounidense de Minnesota. En el Censo de 2010 tenía una población de 427 habitantes y una densidad poblacional de 50,95 personas por km².

## Geografía
Upsala se encuentra ubicada en las coordenadas 45°48′46″N 94°33′49″O / 45.81278, -94.56361. Según la Oficina del Censo de los Estados Unidos, Upsala tiene una superficie total de 8.38 km², de la cual 8.38 km² corresponden a tierra firme y (0.03%) 0 km² es agua.

## Demografía
Según el censo de 2010, había 427 personas residiendo en Upsala. La densidad de población era de 50,95 hab./km². De los 427 habitantes, Upsala estaba compuesto por el 95.55% blancos, el 0.94% eran afroamericanos, el 0.7% eran amerindios, el 0.47% eran asiáticos, el 0.23% eran isleños del Pacífico, el 1.41% eran de otras razas y el 0.7% pertenecían a dos o más razas. Del total de la población el 3.98% eran hispanos o latinos de cualquier raza.